# Ефект Кребтрі
Ефект Кребтрі — ефект, названий на честь британського біохіміка Герберта Грейса Кребтрі (англ. Herbert Grace Crabtree), що описує явище, що деякі види дріжджів, зокрема Saccharomyces cerevisiae, виробляють етанол (спирт) за аеробними умовами за умовою наявності високої зовнішньої концентрації глюкози, замість створення біомаси за допомогою цикла Кребса (звичайного процесу за аеробними умовами у більшості видів дріжджів). Збільшення концентрації глюкози прискорює гліколіз (руйнування глюкози), що приводить до утворення значної кількості АТФ. Це скорочує потребу окислювального фосфорилування за допомогою цикла Кребса і електронтранспортного ланцюга, і тому зменшує споживання кисню. Вважається, що явище еволюціонувало як механізм змагання з іншими видами (завдяки антисептичній дії етанолу) приблизно у час, коли на Землі з'явилися фрукти, джерело значної кількості цукру..